# Aventuras de Boro-Kay
Aventuras de Boro Kay fou un quadern d'aventures creat per José Luis Macías Sampedro per a l'Editorial Carsoto el 1956. Consta de 8 números.
Considerada una sèrie de còmics de gran qualitat gràfica, però titllada de desbaratada pel investigador Pedro Porcel, arribà solament a tindre 8 números, probablement a causa del seu alt preu per a l'època: 1'80 pesetes en compte de las 1'25 habituals, malgrat que tinguera 12 pàgines i no 10.